# Лазерная гравировка
Лазерная гравировка — это метод нанесения изображения на какое-либо изделие с помощью сфокусированного лазерного луча. Как правило, это изображение имеет некоторую глубину (рельеф), и в этом заключается основное отличие лазерной гравировки от лазерной маркировки. Лазерной гравировкой часто называют само изображение, полученное на изделии. Как правило, это логотипы, надписи, какой-либо орнамент или рисунок.

## Описание процесса
В лазере (лазерном станке) энергия от излучателя передается через систему оптики или оптического волокна на фокусирующую систему, где он приобретает окончательную фокусировку и попадает на гравируемый материал. При этом чем ближе расстояние от линзы до материала, тем точнее и тоньше может быть сфокусированный луч, и соответственно, линии гравировки. В процессе лазерной гравировки снимается (выжигается, испаряется) верхний слой или несколько слоев за счет чего на поверхности материала возникают углубления, сочетания которых дают необходимое изображение или надпись.
Глубина гравировки зависит от выбранной мощности источника лазерного излучения, от физических свойств обрабатываемого материала, а также от режима обработки материала.

## Преимущества
Плюсы лазерной гравировки перед другими методами нанесения гравировки заключаются:
- в быстроте процесса, что значительно снижает его себестоимость
- стойкость к истиранию изображения, в отличие от напечатанного краской
- возможность наносить изображения на металлы и пластики, на которые невозможно нанести стойкое изображение другим способом
- нет непосредственного контакта инструмента с материалом, что может позволить гравировать труднодоступные и неудобно расположенные участки материала
- воздействие оказывается на минимальную площадь поверхности (примерно 10—20 микрон), что влияет на точность выполненной гравировки
- процесс гравировки задается и координируется ЧПУ, что позволяет почти исключить брак в изделиях и позволяет достичь точности позиционирования в пределах детали
- возможность нанесения цветного изображения на металл путем управления параметрами лазера, за счет изменения температуры поверхности материала и контролируемого окисления.

## Недостатки
Как и в любом технологическом процессе в лазерной гравировке есть и свои недостатки:
- невозможность контролировать точность глубины гравировки (однако возможно варьирование скоростью резки и мощностью излучения лазера)
- гравированная площадь не имеет однородной плоскости поверхности, что связано с неоднородностью материала, имеющейся повсеместно
- изображение может искажаться либо неполностью гравироваться на изогнутых поверхностях из-за изменения фокусного расстояния
- не все материалы могут перенести температурное воздействие лазерного луча, вследствие чего деталь испытывает нежелательные деформации или изменения в материале (закалка металла, загрязнение полимеров продуктами термической деструкции и т. п.).

## Оборудование для лазерной гравировки
Несмотря на большое разнообразие лазеров на рынке, среди используемых в производственных процессах можно выделить 2 основных типа лазерных граверов:
- газовые — для гравировки неметаллов (акрил, пластик, дерево, стекло, кожа, ДСП и пр.) и для резки любых материалов (для резки металлов используются более мощные лазеры с трубкой от 500 Вт)
- твердотельные и волоконные — для гравировки металлов и неметаллов (в зависимости от материала подбирается необходимый тип лазера)

## Трофеи, плакетки и награды
Относительно низкая стоимость лазерной гравировки за счет автоматизации и недорогих материалов делает её идеальным решением для персонализации трофеев и наград. В то время как ручная гравировка может быть жизнеспособным решением для более дорогих чемпионских трофеев, лазерная настройка позволяет получить командные трофеи и трофеи за участие, которые часто заказываются в большом количестве и имеют относительно низкую наценку.
По тем же причинам, что и выше, лазерная гравировка также является распространенной альтернативой персонализированным подаркам.